# Случај Рачак
Случај Рачак је назив за оружани сукоб између српске полиције и албанских терориста током полицијске акције 15. јануара 1999. у косовско-метохијском селу Рачак и casus belli за НАТО бомбардовање Југославије. Контроверзност дешавањима у Рачку дају још увек супротстављени ставови као и различити закључци аутопсија, контрадикторне и пристрасне информације у медијима и проистекле значајне политичке последице.
О акцији српске полиције постоје ставови, с једне стране превасходно засновани на изјавама Вилијама Вокера, у то време шефа Косовске верификационе мисије (КВМ) ОЕБС, да је српска полиција, уз подршку Војске Југославије (ВЈ), извршила покољ над недужним цивилима албанске националности. Другу групу чине ставови о томе да је то била легитимна антитерористичка акција полиције против наоружаних припадника терористичке организације Ослободилачке војске Косова (ОВК) која је политички искоришћена као повод да се исконструишу наводи о покољу цивила у циљу стварања легитимитета за НАТО бомбардовање Југославије. У зависности од става, случај се карактерише као покољ у Рачку, као инцидент у Рачку или као обмана Рачак (енгл. The Racak Hoax).
Случај Рачак је био прекретница која је послужила као реторички аргумент усмерен против СР Југославије, и као „легално покриће за почетак рата” (НАТО интервенције против СРЈ). Након овог догађаја и медијске кампање, планови за интервенцију НАТО, чија је реализација била одложена након споразума Холбрук—Милошевић у новембру 1998. године, поново су актуелизовани.

## Позадина
Акција полиције у Рачку је била последица појачаних терористичких активности ОВК. Ова организација је основана 1994, а од 1996. године почиње са озбиљнијим оружаним нападима на полицију, цивиле и државне објекте на Косову и Метохији, борећи се за независност Косова и Метохије од Србије и Југославије и стварање Велике Албаније
У периоду од 1996. до 1998. ОВК је преузела одговорност за убиство 21 особе: 5 полицајаца и 16 цивила (од којих је било 5 Срба и 11 Албанаца које су припадници ОВК сматрали колабораторима). Активности ОВК су посебно интензивиране половином 1998. године што је довело до озбиљнијих сукоба ОВК са полицијом. Поводом ових сукоба је 2. јула 1998. године Савет НАТО пакта одржао седницу иза затворених врата и у изјавама за јавност истакао:
1. да се убрзано довршава планирање за могућу војну интервенцију НАТО на Косову и Метохији,
2. да је у току израда планова за размештај трупа на граници Албаније и евентуално Македоније са СРЈ,
3. да ће се усагласити политички са војним циљевима
4. да ће НАТО бити спреман да дејствује и да ће ступити у акцију, ако стање постане такво да је нужно да се употреби сила

Неродимска оперативна зона ОВК, којом је командовао Шукри Буја, у свом саставу имала је 161, 162. и 163. (у оснивању) бригаду. На подручју деловања 161. бригаде ОВК „Агим Целеј Цоли“, које је обухватало подручје Штимља, од јула 1998. до 10. јануара 1999. године убијено је 24 полицајца Републике Србије, војника ВЈ и цивила, а рањено око 25. Највише убистава је било на путу Штимље-Дуља-Сува Река.
Од октобра 1998. до 15. јануара 1999. године припадници ОВК на подручју Рачка убили су полицајце Синишу Михајловића, Назмија Алурија, Светислава Пешића, Сашу Јанковића, Ранка Ђорђевића, затим цивиле Мифтара Ресенија и Енвера Гашија, а у новембру 1998. запалили су кућу Џемаља Батићија из Рачка.
Непосредан повод за акцију полиције у Рачку су акције групе припадника ОВК из села Рачак (припадника батаљона „Садик Шаља“ из састава 161. бригаде ОВК „Агим Целеј Цоли“), који су 8. јануара 1999. убили три полицајца код села Дуља и једног полицајца (Светислава Пржића) 10. јануара 1999. у заседи коју су поставили у селу Сливово.

## Хронологија
О планираној акцији су обавештени посматрачи Косовске верификационе мисије који су са петнаестак џипова дошли на брдашце крај пута који од магистралног пута води ка Рачку. Ту су биле и телевизијске екипе Асошијетед преса и Ројтерса. Екипа Асошијетед преса је пратила и снимала акцију полиције. Према оперативним подацима српске полиције у селу Рачак налазио се штаб ОВК и у њему није било цивила. Штаб неродимске Оперативне зоне налазио се у кући Мустафе Мехтија.
Полицијска акција Рачак испланирана је након напада 10. јануара и најпре је требало да се изведе 13. јануара, али је српска полиција сазнала да је ОВК већ унапред информисана о планираној акцији. Полиција је поседовала обавештајне податке о сарадњи Косовске верификационе мисије и штаба ОВК у Рачку преко Исе Мујоте, као и то да је штаб ОВК био снабдеван оружјем, подацима и да им је била организована обука.
Полицијску акцију Рачак извели су припадници посебних снага полиције. Највећи део полицијских докумената везаних за акцију Рачак уништено је у НАТО бомбардовању Приштине.

### Петак 15. јануар
Српска полиција је у ноћи између 14. и 15. јануара 1999. кренуле у акцију против припадника 161. бригаде ОВК „Агим Целеј Цоли“, односно батаљона „Садик Шаља“. У селу се по подацима српске полиције налазило око стотину (80 до 100, 120) припадника ОВК, а у селу се налазио Садик Мујота (55), кога су српске власти означиле као главног организатора напада на полицију.
Антитерористичку акцију извела је група полицајаца од 135 људи, 105 полицајаца припадника Посебне јединице полиције (Урошевац), Шесте чете Посебне јединице полиције и 30 припадника оперативно-потерне групе, а директно је командовао Горан Радосављевић Гури.
По плану оперативно-потерна група кренула је у 3:00 и у потпуности заузела ровове и положаје са циљем блокаде повлачења према засеоку Лужак и Петрово. Том приликом ова група је убила три или четири припадника ОВК, од којих су двојица чували ровове. Један се налазио у бункеру (6:50), а двојица на осматрачком пункту и митраљеском гнезду испод коте Кршина (6:45).
Бункер је елиминисан употребом зоље када су погинули Исмаил Љума и Енвер Рашити.
Чета Посебне јединице полиције је у то време почела блокаду села, значи око 6:30 је почела блокада села и завршена је до 7.00.
Акцију су надгледале три групе верификатора, при чему су две биле присутне од 7:00 а трећа је дошла у 10:00. Акција је започела у 7:00 када је командир чете мајор Милан Лечић мегафоном позивао припаднике ОВК да се предају. Овај позив поновио је око 15 пута док није започела пуцњава.
У 7:15 један борац ОВК је убијен на путу из правца Штимља где се налазио пункт ОВК и тиме се Рачак нашао у полуокружењу. Једна група бораца ОВК почела је да се повлачи према махали Хаџовићи и у правцу засеока Љужак (заселак села Петрово).
У 8.30 је започела борба и пружање отпора према припадницима полиције који су били у наступању из правца Белинца, Штимља и дела пута Петрово - Рачак. Између 9:00 и 10:00 савладан је бункер у коме су се налазила двојица бораца ОВК у центру села. У исто време савладан је још један бункер у коме су погинула још двојица бораца а у трећем су страдала тројица бораца. Припадници ОВК који су били у штабу и по кућама, су под борбом кренули у правцу ровова у којима се су се налазили припадници полиције — оперативно-потерне групе. Не знајући да се у рововима налазе полицајци, исти су дошли до скоро самих ровова. Полицајци који су се налазили у рововима позвали су их на предају. Изненађени позивом, отворили су жестоку ватру према полицији и ту је погинуо највећи број бораца ОВК.
Пред штабом су погинули заменик команданта Али Бећа и Назим Коколари, а на једном од бункера Мехмет Мустафа и Садик Мујота. У близини ровова погинуо је Кадри Сила, Скендер Јашари и Скендер Ћари. Осам припадника ОВК који су успели да се повуку из Рачка су били рањени, међу њима је био и командант јединице тешко рањени Афет Биљаљи звани Ћопа.
Истовремено око 10:00 ОВК се реорганизовала и из Петрова послала једну ојачану групу према Хаџовићима и према тзв. „зиду“ или „црвеном путу“. Група из села Лужак такође креће у правцу коте Кршина и изнад коте Кршина стиже око 10.00. У овом времену полиција овладава скоро целим селом Рачак. Између 10:30 и 12:00 погинула су још двојица припадника ОВК у центру села у једном скровишту и још двојица у околини њиховог штаба. Од 11.00 до 15.30 полиција се налазила у наступању и у самом селу имала је жестоке нападе из правца села Петрово и Хаџовићи, односно са брда између Хаџовића и Лужака, из свих расположивих оружја. Гранатирали су полицију минобацачима 60 милиметара и ручним ракетним бацачима од 50 милиметара. Оштећено је неколико возила, а један полицајац је рањен.
Према подацима полиције сви погинули су били припадници ОВК. У заробљеној свесци команданта специјалне јединице Бакшима Дрецаја написано је да су три рањеника извукли из Рачка и одвезли их у своју болницу у Парагуши.
Око 15 часова полиција је обавестила СУП Урошевац да је простор очишћен, да више нема борби и да може да се крене са увиђајем и да је у току само спорадична пуцњава.
Према извештају Данице Маринковић, истражног судије која је извршила увиђај, пронађено је и заплењено:
1. 1 митраљез марке „бровинг“ калибра 12,7 mm,
2. 1 митраљез марке „бровинг“ калибра 7,9 mm, са постољем
3. 1 појас за појачано пуњење,
4. 36 аутоматских пушака,
5. 2 снајперске пушке,
6. 5 ручних бацача кинеске производње,
7. 12 мина са пуњењем са ручним бацачем,
8. 12 ручних бомби,
9. 7.282 комада муниције различитог калибра.[17]

Око 15 сати ка селу Рачак су кренуле групе ОВК из правца Лужак и Петровак, пришле на „пушкомет“ и започеле са насумичном пуцњавом.
Након заплене оружја, истражни судија је у пратњи полиције кренула ка брду где су се налазила тела погинулих. На пола пута је запуцано са брда у околини и полиција је прекинула увиђај и око 15:30 напустила село. Тада је група посматрача Косовске верификационе мисије ушла у село и према њиховим извештајима ништа сумњиво нису видели.
Увече су српске власти обавестиле новинаре који су били на Косову и Метохији да се десио сукоб у Рачку и да је добро да оду тамо и виде шта се догодило на лицу места. Посматрачи Косовске верификационе мисије су током акције са оближњих брда посматрали дешавања.

#### Извештај Хјуман рајтс воча
Хјуман рајтс воч је 29. јануара 1999. објавио извештај о догађајима у Рачку под називом: „Југословенске снаге криве за ратни злочин у Рачку, Косово“ на основу четрнаест одвојених интервјуа са сведоцима напада, од којих су се многи крили, као и са страним новинарима и посматрачима који су посетили Рачак 16. јануара.
Закључено је да се радило о добро планираном и организованом нападу владиних снага на цивиле у Рачку, где је био присутан ОВК у значајним снагама и починио је неке заседе на полицијским патролама.
Сведоци су дали изјаве да су владине снаге заробиле, мучиле и онда очигледно погубиле 23 етничка Албанца на брду изнад села, а осамнаест других је убијено унутар Рачка као и девет војника ОВК. Цивил Назми Имери (76) је убијен у свом дворишту, декаптирано тело Бануша Камберија пронађено је у његовом дворишту а последњи пут је виђен када га је ухапсила полиција. Бајрама Мехметија и његову кћерку Ханумшах је убила полицијска граната док су трчали улицом. Четири маскирана полицајца убила су са дистанце од 20 метара Ризу Бећа, Зејнел Бећа и Халима Бећа, а ранили две жене.
Неколико сведока је видело седам оклопних возила на Цеста брду као и три тенка ВЈ (Т-55). Полиција и тешка артиљерија су пуцали на куће код Малопољца и Петрова са позиција у околној шуми.
Према српском полицајцу, отпор ОВК у околини Рачка трајао је готово четири сата, а полиција је у селу конфисковала 3 пушкомитраљеза.
Напад на цивиле у Рачку је само један у серији ратних злочина почињених од стране југословенске војске и српске полиције током косовског конфликта. Од фебруара 1998, владине трупе су систематски уништавале цивилну имовину, нападале цивиле и починиле групна погубљења…— Извештај Хјуман рајтс воча 29. јануара 1999

### Субота 16. јануар
Новинари су током дана долазили у село где су их чекале вође ОВК. Припадници ОВК су прво показивали посмртне остатке у центру села, а затим и посмртне остатке у јарку, недалеко од центра села. Вилијам Вокер је у Рачак стигао око 13 часова. Прошао село и јарак заједно са већом групом новинара који су га пратили. Након тога је отишао на двадесетоминутни (полусатни) разговор са командантима ОВК. Новинарима је речено да су српске снаге ушле у село, кренуле са претресом, извеле мештане села у центар села, раздвојили мушкарце и жене и одвели мушкарце који су касније пронађени у јарку недалеко од центра села.
У исто време се Даница Маринковић, истражни судија и шеф истражног тима из Приштине, расправљала са начелником штаба КВМ, пензионисаним генералом Древенкијевичем, који је инсистирао да она не улази у село под пратњом наоружаних полицајаца. Истражни тим, са истражним судијом Даницом Маринковић, је ипак покушао су да уђе у село, али је на њих отворена паљба те су морали да се повуку.
Тела су пронађена у јарку Бабуш изнад Рачка.
Генерал Весли Кларк и Ричард Холбрук су изјавили да их је Вилијам Вокер тада позвао и рекао им да је дошло до покоља, те да је он на лицу места. Вилијам Вокер је ово демантовао.
Вокер је наредио неким од верификатора да остану у селу преко ноћи да би пазили на тела убијених, а затим отишао у Приштину, где је у 17:00 одржао конференцију за штампу у центру ОЕБС. На конференцији је изјавио да је америчка Косовска дипломатска осматрачка мисија у Рачку и околним селима избројала 45 тела.
Из онога што сам лично видео, не устручавам се да изјавим да је у питању покољ, очигледно, изразито против човечности.— Вилијам Вокер на конференцији за штампу 16. јануара 1999.
У заробљеној свесци команданта Бакшима Дрецаја је написано да је српска полиција 16. јануара у три наврата напала положаје ОВК и да је при томе ОВК нанела српској полицији велике штете у ратним средствима и пешадији.

### Недеља 17. јануар
У недељу је истражна екипа приштинског општинског суда поново покушала да изврши увиђај у Рачку. Томе је претходила бучна расправа са пензионисаним британским генералом Дренкијевичем. Британац је тражио да се у село уђе без полиције, а да ОВК гарантује да ће се током увиђаја повући из села. Запретио је Даници Маринковић хашким трибуналом.
Даница Маринковић није то прихватила као ни предлог да полиција уђе без униформи и покушала је да уђе у село, али је поново пуцано, а неколико службених возила је оштећено.
У 11:05 приликом приближавања селу на полицију и истражне органе је запуцано из пешадијског и минобацачког наоружања са брда око села. Верификатори су у паници побегли из села, а српски органи власти нису дошли до тела која су се налазила у џамији у центру села.
Француски новинар Кристоф Шатло, дописник Ле Монда, је око 15:30 обишао село и није видео ништа необично.
С обзиром на то да је увиђај морао да се изврши, полиција је морала поново да заузме село, међутим саме полицијске снаге нису биле довољно јаке да заузму село.

### Понедељак 18. јануар
Према информацијама које је имала полиција, посмртни остаци погинулих су се налазили у џамији.
Снаге безбедности су оклопним возилима и најмање једним тенком окружиле Рачак са истока и запада. Након престанка пуцњаве у село је ушло 60 полицајаца.
Екипа за увиђај је у 14 часова ушла у Рачак.
Поред екипе за увиђај налазили су се и припадници КВМ и то два Американца (Гил Гилберсон и Ед Солевен) и Италијан (Фантино Ђовани), а са њима је била и преводилац Албанка Арта Рамај. Даница Маринковић је заједно са њима ушла у џамију, тела су преузета и пренета у Приштину, а представници КВМ-а су били присутни током транспорта посмртних остатака. У џамији су пронађени посмртни остаци 40 лица. Грубим прегледом констатовано је да није било покоља над телима погинулих и њихови посмртни остаци су пребачени у Приштину.

### Уторак 19. јануар
Борбе око Рачка су настављене. Погинуо је Миро Мекић (31), заменик командира полиције у Урошевцу, током заузимања врха Кршина. Рањена су још два полицајца - Радојица Никчевић и Јовица Стаменковић. Један од погинулих на страни ОВК је био Ахмет Качику, командант 163. бригаде (тада у оснивању).

## Обдукција
Српски тим је започео обдукцију посмртних остатака погинулих 19. јануара 1999. У обдукцији су учествовали судско-медицински вештаци из Београда, Новог Сада, Ниша и Приштине, уз присуство двојице белоруских стручњака и два представника мисије ОЕБС. Фински тим медицинских вештака прикључио се обдукцији 22. јануара, до када су српски судскомедицински вештаци завршили обдукцију посмртних остатак 16 лица. Након тога се кренуло у заједничку обдукцију посмртних остатака, а на крају су фински патолози прегледали првих 16 тела погинулих.
Закључак је био да су сви настрадали били жртве дејства ватреног оружја и да над њима није било никаквог другог дејства и трагова мучења. Просек животне доби убијених је био око 45 година. Најмлађи убијени је имао 17 година. Једина особа женског пола (стара 22 године) је била кћерка Садика Мујота, команданта јединице ОВК у Рачку (Ханумшах Мехмети). На њеним рукама су нађене барутне честице методом парафинске рукавице. Барутне честице нађене су на укупно 37 обдуковани тела. Идентификовано је 37 тела, а за тројицу неидентификованих, на основу обдукције, закључено је да нису били муслимани, јер нису били обрезани.
Хелена Ранта и други стручњаци рекли су да је метода парафинске рукавице застарела и да је од 1968. забрањена од стране Интерпола. Материјал који се користио у овој методи при обдукцији набављен је из Сједињених Држава.
Закључак из извештаја и документације обдукције који су извршили фински медицински вештаци, а до којих су успели да дођу медији иако је био дуго скриван, гласи:
- није било погубљења
- није било сакаћења тела
- није било пуцњаве из непосредне близине.

Затим: „Код 39 од 40 прегледаних тела не постоје докази прислоњене пуцњаве или пуцњаве из непосредне близине. У једном случају је један од два метка испаљен са релативно кратког растојања, али не из прислоњеног оружја. Ако се погубљење врши под командом, пролази зрна морали би да теку паралелно. Обдукција на телима погинулих са већим бројем метака показала је да су меци испаљени из потпуно различитих, делимично и супротних позиција - типично за оружани окршај.“

### Наводи Хелене Ранте
Хелена Ранта, фински стоматолог форензичар и члан међународне истражне комисије, која је била формирана да би утврдила шта се дешавало у селу Рачак, презентовала је резултате на конференцији за штампу 17. марта 1999. године у Приштини у просторијама ОЕБС.
У свом излагању на конференцији за штампу није одговорила на питање о начину на који су жртве убијене. Убиства етничких Албанаца назвала је „злочином против човечности“, али није назвала „покољем”. Негирала је српске извештаје да се радило о борцима. Рекла је да је већина тела погођено већим бројем пројектила, при чему није утврђена даљина са које је гађано. Одећа на телима погинулих највероватније није накнадно мењана, а сви су били у цивилним оделима. Да су ненаоружани закључено је из тестирања на барутне остатке. Новинари су уочили нејасноћу да се уместо „парафинске рукавице“ користио модернији SEM-EDX тест који је, по речима Хелене Ранте, поузданији. Није било накнадног сакаћења. Нека тела су накнадно окретана, преношена у куће и сеоску џамију и на крају на Институт за судску медицину у Приштину што је отежало обдукцију. „Вероватно“ и „највероватније“ биле су честе речи током конференције за медије.
Изјаву да се ради о ненаоружаним цивилима базирала је на томе да погинули у џеповима нису имали муницију.
Међутим, 2008. године Хелена Ранта, у аутобиографској књизи навела је да је извештај о том догађају писала под притиском тадашњег шефа мисије ОЕБС на Косову Вилијама Вокера и Министарства спољних послова Финске. У књизи је Ранта написала да је Вокер у зиму 1999, тражио од ње да у извештају буде убедљивија о наводним српским злочинима у Рачку и да су тројица цивилних службеника финског министарства тражили „дубље закључке“ у извештају. Како пише у књизи финске форензичарке, Вокер је преломио дрвену оловку напола и гађао је њеним деловима, јер није био задовољан њеним наводима у којима она није користила „довољно убедљив језик“ када је реч о српским злочинима.
У документарном филму „Крај — осуђени на прогонство“ руским ауторима Јевгенију Баранову и Александру Замислову испричала је да је „Вокер био ужаснут резултатима наше истраге“. „Била сам збуњена и нисам била спремна да му одговорим. То су била тела терориста, српских војника и мештана. Овај извештај који вам сада показујем никада није објављен, а његов садржај мало ко зна. Сада сам спремна да јавно говорим о резултатима истраге“, казала је Ранта у том филму, показујући оригинални извештај пред камером.
Вилијам Вокер је негирао изјаве Хелене Ранте.

### Наводи Славише Добричанина
На суђењу Слободану Милошевићу судскомедицински вештак професор др Славиша Добричанин негирао је наводе Хелене Ранте.
Поред тога, професор Добричанин имао је неколико замерки на извештај:
- трагови окршаја су били свуда по терену,
- неки од погинулих су имали видљиве ознаке ОВК, други су носили део војне опреме попут чизама, војничког опасача итд.,
- погинули су на себи имали слојевиту одећу, што указује да су дуже време били изван кућа,
- на главама су нађене албанске капе - кече и ћалуфи у лежећем положају, иако се зна да у случају поготка у главу и пада на земљу са главе пада капа (погинули је погођен у главу, а при томе му је капа остала на глави[35]),
- критиковао је Вокерову изјаву да су пронађене чауре из пушке АК-47, коју су наводно носили српски полицајци, иако су проналажене чауре сиве боје кинеске производње коју су поседовали припадници ОВК,
- нејасна је разлика између 45 погинулих што је наводио извештај Вокера и 40 тела погинулих који су пронађени у џамији.[36]

## Медијско праћење
Шеф КВМ и главни амерички представник Вилијам Вокер је готово одмах након доласка на место сукоба (16. јануара), прогласио да је било погубљено 45 албанских цивила. Оно што је видео касније је описао следећим речима:
„У јарку изнад села, видео сам прво тело. Било је прекривено ћебетом, а када је повучено, видео сам да нема главе на телу - само невероватна количина крви на врату. Неко ми је рекао да је лобања на другој страни јарка и питао ме да ли хоћу да видим. А ја сам рекао: „Не, имам веома довољно ове приче.“ [Још три тела су пронађена.] Изгледали су као старији људи, са седом или белом косом… Имали су ране на главама, и било је крви на њиховој одећи. [А онда већа група тела.] Нисам их бројао. Само сам погледао и видео пуно рупа по главама - на врховима глава и на потиљку. Неколико тела је имало, како се испоставило, ране од метака које су прошле кроз очи. Речено ми је да има још тела даље преко брда, и упитали су ме новинари и инспектори да ли желим да идем горе да видим остало. Одговорио сам им, да сам видео довољно.“
Вокер је одмах осудио акцију полиције означивши је као „неописив злочин“, који је „умногоме злочин против човечанства“. Рекао је новинарима који су га пратили: „Не оклевам да оптужим (југословенске) владине снаге безбедности. Хоћемо да знамо ко је издао наређење и ко га је спровео. Ја ћу инсистирати на томе да се правда изврши. Они свакако не заслужују да умру у околностима као што су ове.“
Извештач BBC-ја Џеки Роланд известила је да су убијени „обични људи; фармери, радници. Свима је пуцано у главу.“ Убијени су имали од 14 до 99 година.
Дописник ITN-a Бил Нили је описао како су остали КВМ верификатори реаговали на сцену: „Шведски верификатор је записао да су мртви сви имали цивилну одећу и да није било трагова борбе… Након два сата један верификатор, лондонски полицајац, ми је рекао да он верује да је много жртава убијено из близине.“
Њујорк тајмс је већ 17. јануара на насловној страници имао наслов: „Унакажена тела пронађена на Косову после српског напада“.
Вашингтон пост је 28. јануара 1999. године објавио чланак Срби покушали да прикрију покољ) у коме стоји да је ЦИА снимила разговор између високих државних службеника Николе Шаиновића и генерала Сретена Лукића у коме је Шаиновић започео разговор и показао забринутост поводом акције у Рачку.
Југословенска и српска власт је одбацила ову верзију догађаја. Дан након убистава, МУП Србије је изнео саопштење у којем је тврдио да су се његове полицијске јединице нашле под ватром/паљбом „албанских терористичких јединица … на путевима ка селу Рачак у општини Штимље“. У противнападу који је следио „у сукобима са полицијом је убијено неколико десетина терориста. Већина њих су били у униформама и носили су обележја албанске терористичке организације, која себе назива Ослободилачка војска Косова (ОВК).“
Ови наводи су подржани у текстовима објављеним у француским новинама Ле Фигаро и Ле Монд, који су сугерисали да је ОВК могла лажирати доказе. Филмске екипе које су радиле за Асошиејтед Прес су ушле у Рачак 15. јануара у пратњи југословенских снага. Два француска новинара, Франс Преса и Ле Фигароа су интервјуисала сниматеља и видели су део материјала, на основу којег су закључили да је могуће да је ОВК инсценирао покољ и да би „једини битан међународни захтев био да се, ако је могуће, разреши ова сумња“. Према новинама:
То је у ствари празно село у које је полиција ушла рано ујутру, држећи се уз зидове. Пуцњава је била интензивна, као што су пуцани на ОВК ровове на падини брда. Борбе су се оштро интензивирале на брду изнад села. Гледањем одоздо, поред џамије, АП новинари схватили су да је ОВК герила окружена и да очајнички покушавају да се пробију. Добар део њих је у томе успео, као што је полиција признала.“
Други француски новинар пишући за Ле Монд, Кристоф Шатло, дао је перспективу АП новинара:
„Када су у 10 часова ујутру ушли у село у полицијским оклопним возилима, село је било готово напуштено. Напредовали су улицама под ватром Ослободилачке војске Косова (ОВК), која је била стационирана у заседи у шуми изнад села. Размена ватре се наставила током операције, са мање или више интензитета, а главна борба се одиграла у шуми. Албанци који су у зору, након првих испаљених граната од стране Срба побегли из села, покушали су да побегну. При извлачењу су наишли на српску полицију, која је опколила село. ОВК је био заробљен. Циљ насилног напада полиције у петак је било упориште ОВК албанских бораца за независност. Практично сви становници су побегли из Рачка након страховите српске офанзиве у лето 1998. Они се нису вратили, сем неколико изузетака. У селу су се димила само два димњака, од којих је један био од извештача АП ТВ (Асошиејт преса).“

## Последице
Хавијер Солана, генерални секретар НАТО, у првој НАТО изјави након догађаја, у недељу 17. јануара рекао је: „Савет осуђује покољ косовских Албанаца који је изведен у селу Рачак прошлог петка. То представља флагрантно кршење међународног права.” Тони Блер се осврнуо на ову акцију полиције називајући је „покољ у Рачку” у говору у парламенту којим је оправдавао потребу бомбардовања СРЈ. Немачки министар иностраних послова Јошка Фишер, оправдао је немачко војно учешће у иностранству, први пут од Другог светског рата изјавивши: „Рачак је за мене била прекретница”
Државни секретар Мадлен Олбрајт је у емисији CBS-а „Суочи се с нацијом” изјавила: „Ако се сетите Рачка од пре неколико недеља, где се десио покољ, десетине људи са пререзаним гркљанима. У питању је систематско чишћење и злочин.”
Требало би да се подсетимо шта се догодило у селу Рачак у јануару - невини људи, жене и деца одведени из својих кућа у јаругу, натерани да клече у прашини, покошени рафалима - ни због чега што су учинили, него само због онога што јесу.— Председник САД Бил Клинтон на конференцији за штампу 19. марта 1999, непосредно пред почетак бомбардовања
Сергеј Лавров, министар спољних послова Русије, је 2005. године изјавио да је Вокерова изјава подстакла многе владе које су планирале да користе оружје како би довеле ред у Југославију, да кажу „наше стрпљење је потрошено, сада користимо оружје”.
Командант операције, Горан Радосављевић, који је водио и операције српске жандармерије у борбама 2001. године против албанских сепаратиста у Прешевској долини, никада није био оптужен за Рачак, али је примио медаљу од НАТО пакта за спровођење успешних антитерористичких акција и то акција Рачак и Ораовица. Акција Рачак ушла је у уџбеник за специјалне снаге НАТО као пример како треба водити такве антитерористичке акције.

## Суђења
Случај Рачак је био предмет истраживања Међународног суда за Бившу Југославију. У оптужници против Слободана Милошевића, Милана Милутиновића, Николе Шаиновића, Драгољуба Ојданића и Влајка Стојиљковића, стоји:
У раним јутарњим часовима 15. јануара 1999. године или приближно тог датума, снаге СРЈ и Србије напале су село Рачак (општина Штимље). Након гранатирања, касније истог јутра у село су ушле снаге СРЈ и Србије и почеле да врше претрес, идући од куће до куће. По целом селу је отварана ватра на мештане који су покушавали да побегну пред снагама СРЈ и Србије. Група од око 25 мушкараца покушала је да се сакрије у једној згради, али су их снаге СРЈ и Србије откриле. Тукли су их, а затим одвели на оближње брдо где су убијени из ватреног оружја. Снаге СРЈ и Србије убиле су укупно око 45 косовских Албанаца у Рачку и његовој околини.
У оптужници је приложен и списак са именима 45 особа за које стоји да су убијену у Рачку 15. јануара 1999. године а код неких стоји и година старости.

### Суђење Слободану Милошевићу
Рачак је био једини случај у оптужници против Слободана Милошевића који се односи на дешавања пре почетка НАТО бомбардовања СРЈ која га је теретио за убијање 45 од укупно 600 цивила у целој оптужници.
Ниједан припадник КВМ који је надгледао полицијску акцију није био сведок у вези са случајем Рачак.

#### Сведоци оптужбе
Шеф КВМ, Вилијам Вокер потврдио је своје раније наводе да се у Рачку збио „покољ над више од 40 цивила“.
Хелена Ранта, фински форензичар, демантовала је да је Рачак инсцениран, а за наводе о „парафинској рукавици“ рекла је да су они престали да се користе пре много деценија и да сада имају само „историјску, али не и научну вредност“.
Мештанка села Рачак, двадесетчетворогодишња Дрита Емини, сведочила је бранећи свој претходно дати исказ у коме пише да је око поднева наређено да сви изађу из подрума и да је тада видела тело комшије Бајрама Меметија, а да су затим жене и деца одвојени од мушкараца које су полицајци и војници оптуживали да су припадници ОВК. Отац јој је рекао да је мушкарцима наређено да иду на оближње брдо Бабуша, а потом је из куће у којој је била затворена са осталим женама и децом слушала пуцњаву.
Генерал Жозеф Омер Мишел Мезонев, помоћник начелника штаба оружаних снага Канаде, од децембра 1998. до марта 1999. године шеф регионалног центра КВМ у Призрену, изнео је процену да су акцију извеле координисано јединице ВЈ и МУП. Војска је са околних узвишења из тешког наоружања пружала ватрену подршку, док су припадници МУП-а ишли од куће до куће и „чистили село“. По њему, радило се о „операцији против лако наоружаног локалитета у којој је кориштена тешка и насумична паљба против цивила“ и која се због тога не може сматрати „легалном војном операцијом“. Поредећи губитке генерал је закључио: „Ако на једној страни имате скоро 50 мртвих, а на другој једног рањеног, онда изгледа да то место није било добро брањено.“
Шукри Буја, командант оперативне зоне у Неродимљу у време операције Рачак, је рекао да је у Рачку убијено 10 припадника ОВК и 45 цивила. Такође је рекао да је тог дана у бази у Рачку било укупно 47 припадника ОВК и да их је 9 погинуло, а 8 рањено у првим минутима напада, а да су се остали повукли до положаја код села Лужане.
Британски детектив Јан Роберт Хенри, бивши припадник КВМ, сведочио је о жртвама са одсеченим главама, извађеним унутрашњим органима, необичним повредама очију и одрезаним ушима које је 16. јануара 1999. године видео и снимио у Рачку.
Доказивање покоља у Рачку је био велики проблем за тужилаштво. Сведок који је живео у Рачку и који је био један од организатора одбране села критиковао је тактику ОВК да узима цивиле за штит у борби са српским снагама. А о борбама у Рачку сведок је навео да је одбрана села сарађивала са ОВК, чиме је довео у питање статус цивила. Када је овај доказ постао евидентан, сведок је повучен са процеса. Тужилаштво је признало да су половину убијених највероватније чинили ОВК борци, помагачи или симпатизери убијени у борби а не просто масакрирани цивили као што су јављали медији.

#### Сведоци одбране
Генерал Крсман Јелић, бивши командант 243. Механизоване бригаде ВЈ у чијој је зони одговорности 1999. године било и село Рачак, тврдио је да је коришћење тешког наоружања у Рачку „бесмислица“, пошто је полиција „већ била у селу“.
Генерал Обрад Стевановић, бивши помоћник министра унутрашњих послова Србије изјавио је да је акција у Рачку предузета „у циљу хапшења групе терориста одговорних за убиство полицајаца и друге злочине“, да су припадници ОВК отворили „јаку ватру из минобацача, ручних бацача, тешких пушкомитраљеза и пешадијског наоружања“, а да је полиција затим узвратила и „ликвидирала 40 терориста“.
Полицијски инспектор Драган Јашковић навео је да се 30 од 40 погинулих у документима СУП Урошевац помињу као припадници или сарадници ОВК.
Професор Славиша Добричанин, који је био шеф форензичког тима СРЈ, замерио је Хелени Ранте на закључку да на телима из Рачка „није било ничег што би указивало да су ти људи било шта друго осим ненаоружани цивили“ и тврди да су жртве из Рачка били борци ОВК који су погинули у сукобима са српским снагама безбедности. Ту тврдњу заснива на четири фактора: „вишеслојној одећи“ жртава, „тамној боји“ јакни и панталона које су носили, „парафинским тестовима“ којима су на рукама пронађени трагови нитрата што може да указује да су пуцали те, коначно на „различитим правцима метака“ којима су погођени.
Судија Даница Маринковић, шеф истражне екипе Окружног суда у Приштини, која је обавила увиђај, открила је да је упоређењем спискова, свог и Тужилашта, утврдила да се имена 36 лешева слажу на оба списка, али да се на листи Тужилаштва налазе имена девет лица којих нема на њеном списку док имена четворо лица са њене листе нема на листи Тужилаштва. Идентитет лица на њеном списку утврђиван је уз помоћ отисака прстију, а родбина је потврђивала идентитет својим потписом приликом преузимања посмртних остатака. Девет лица која се нису налазила на њеном списку: Аслани Љуте (Aslani Lute), Емини Ајет (Emini Ajet), Ибрахими Хајрис (Ibrahimi Hajris), Исмаили Меха (Ismaili Meha), Исмаили Мухамет (Ismaili Muhamet), Мустафа Ахмет (Mustafa Ahmet), Салиху Јашар (Salihu Jashar), Салиху Шукри (Salihu Shukrri) и Аземи Бануш (Azemi Banush). Четири имена која се не налазе на списку Тужилаштва: Камбери Бануш (Kamberi Banush), Смаили Мехмет (Smaili Mehmet), Брахими Ајет (Brahimi Ajet) и Суља Сабри (Syla Sabri).
Немачки новинар Бо Адам, који се дуже времена бавио случајем Рачак, закључио је да у Рачку „није било погубљења“, затим да су жена и дете који су на списку жртава „страдали од метака испаљених са растојања од око 100 метара“, као и да су у селу били „присутни и активни“ припадници ОВК, а да је десетак погинулих бораца - чија се имена не наводе у извештају КВМ о жртвама - сахрањено на гробљу ОВК у селу Малопољце.
Бивша чланица британског Парламента тврдила је да је Рачак инсцениран од стране Вилијама Вокера, а до таквих закључака је дошла посредно, на основу прича других људи и медијских извештаја.

### Остала суђења
Догађаји током Случаја Рачак су избачени из оптужнице на суђењу „Косовској шесторки“ 2009. године.
На суђењу генералу Властимиру Ђорђевићу, бивши британски војни аташе Џон Кросланд рекао је да се у Рачку радило о „веома несразмерној одмазди“ војске и МУП након убиства тројице полицајаца у том подручју.
Током суђења Љубету Бошковском за сукобе у Љуботену (Македонија) 12. августа 2001. одбрана је утврдила да је ОНА намерно гранатирала положаје македонских снага у околини Љуботена како би испровоцирали напад на село и погибију мештана искористили у „пропагандне сврхе“, што се по одбрани догодило у Рачку у јануару 1999. године.
Дана 18. јуна 2001. године је међународни суд у Приштини осудио полицајца Зорана Станојевића на минималну казну од 15 година због учешћа у акцији Рачак, за убиство једног човека и покушај убиства двојице. Апелациони суд је 2002. године потврдио ову пресуду, али су међународне организације осудиле косовско судство за пристрасност на националној основи и оптужиле да је судски процес био неправичан. Суђење се одвијало пред бесном руљом која је уз вику и претње пратила процес, а одбрани је било онемогућено представљање свог случаја, тако да га је само тужилаштво представило. Главни аргумент тужиоца је био да ће у случају да Станојевић не буде проглашен кривим, тећи крв и избити нереди на Косову, а руља узети у своје руке правду. Станојевић је био пребачен у затворе у Лепосавић, па потом у Косовску Митровицу, а након потписивања споразума између Републике Србије и УНМИК-а о размени осуђеника, пребачен је у Прокупље. У међувремену, утврђено је да је човек за чије је убиство наводно Станојевић крив жив и здрав; у светлу ових сазнања и контроверзности судских процеса на којима је Станојевић био осуђен, а за које је утврђено да су биле неправичне у прелазном периоду конструкције Косовских привремених органа самоуправе, Председник Републике Србије Борис Тадић је 2009. године помиловао Зорана Станојевића, након чега је он био пуштен на слободу.